# سالم بن عبد الرحمن باسويدان
سالم بن عبد الرحمن بن محمد باسويدان الشبامي الحضرمي (1258 هـ - 1336 هـ).

## مولده ونشأته
ولد بمدينة شبام حضرموت سنة 1258 هـ ونشأ في بيت علم وأدب وتجارة، وتربى في حجر والده الشيخ عبد الرحمن بن محمد (1237 هـ - 1320 هـ) وتحت رعايته، وكان والده من تلامذة الإمام أحمد بن عمر بن سميط المتوفى سنة 1257 هـ، ومن تلامذة العلامة عمر بن محمد بن سميط (ت 1285 هـ)، تعلم الشيخ سالم القراءة والكتابة ودرس القرآن الكريم على مشايخ شبام، وأخذ العلم والأدب عن والده وعن مشايخ بلدته ونشأ محباً للعلم والعلماء، وكان من أعيان شبام ومن كبار أدبائها وتجارها، وله ثلاثة إخوة هو أكبرهم، وهم الشيخ أحمد (ت 1334 هـ)، والشيخ عوض (ت 1358 هـ)، والشيخ عبد الله (ت 1347 هـ).

## ثناء أهل العلم عليه
كان متصلاً بأكابر علماء وشيوخ عصره، فكان له صحبة مع العلامة علي بن محمد الحبشي (ت 1333 هـ) ومما قاله في وصيته للشيخ سالم: ( ... كان مما أثرت صحبته معي من خواص المحبين المخلصين، في حفظ العقد المكين بين المتحابين، العبد الموفق، الذي هو على حفظ الود ثابت وبأهل الصدق معلق، محبنا الراغب في مشاركة المتوجهين إلى الرحمن، باللسان والجنان والأركان، سالم بن عبد الرحمن بن محمد باسويدان، أجرى الله عليه من عوائد الجود والإحسان، ما تدوم به عليه نعمه في كل آن، ويغمره من فائض الامتنان، ما تثبت به عنده قواعد الإيمان ).
وقد زاره مفتي حضرموت العلامة عبد الرحمن بن عبيدالله السقاف في منزله بشبام ومما قاله عبد الرحمن في (الرحلة الدوعنية):
(ثم ذهبت للقاء النزهة النديم، والصاحب الحميم ذي الذوق السليم، والطبع تعلم من لطفه النسيم، الأديب الشيخ سالم بن عبد الرحمن باسويدان) ... إلى أن قال (.. وفي آخر الجلسة وكان حضرها أخونا عقيل بن عثمان بن يحيى وغيره من أهالي شبام سارني الشيخ بأحوالٍ شخصية وزودني من النصيحة ما يليق برجاحة عقله وإخلاصه في محبتي ولقد زاد نصحه تأثيراً في قلبي ورسوخاً في فكري واحتجاجه على كل كلمة من كلامه بحادثة تاريخية تنطبق على ما تفرس الشيخ إمكان اتفاقه لي فكان جلوسه معي درساً مفيداً وعلماً نافعاً جزاه الله عني جزاء الإحسان ...)، وقال أيضاً في كتابه (إدام القوت) عند ذكره لبلد شبام وأهلها: (ومن أدبائهم وأكابر أولي المروءة منهم الشيخ سالم بن عبد الرحمن باسويدان).

## إجازاته

رسالة السلطان صالح بن غالب القعيطي إلى آل باسويدان.

للشيخ سالم بن عبد الرحمن عدة إجازات من مشايخ عصره، ومما وقفنا عليه:
- إجازة الشيخ محمد العزب الدمياطي المدني وهو من العلماء الصالحين في المدينة المنورة.

قال الشيخ سالم فيما وجدناه بخطه: (في 11 محرم سنة 1298 هجرية وصلنا إلى المدينة المنورة على صاحبها أفضل الصلاة والسلام ... واتفقنا بالشيخ سليمان بن محمد العزب وزارنا مرات متعددة وسرنا إلى عند أخيه الشيخ محمد بن محمد العزب وترددنا إلى بيته مدة إقامتنا في المدينة وقرأنا عليه دلايل الخيرات من أولها إلى آخرها بتصحيح وأجاز نحن في قراءتها وكتب لنا إجازة بقلم يده في الدلايل حقنا وأخذنا كتاب نفح الطيب وأوقفناه على الحجرة النبوية بنظره لطلبة العلم ) .
- إجازة علي بن محمد الحبشي:

قال في وصيته للشيخ سالم ولإخوته المذكورة في كتاب (مجموع وصايا وإجازات): (وحيث عولتم على طلب الإجازة من الفقير، فقد أجزتكم في جميع ما تجوز لي روايته وتصح لي درايته من علوم تلقيتها عن أربابها وأعمال أدخلتني أشياخي على فوائدها من أبوابها، تلقيتها مسلسلة بالطرق القوية، وأخذتها عن أربابها بالهمة العلية، وبمثل ما أجازني أربابها أجزتكم، وإلى ما دعاني أهلوها دعوتكم، وأجزتكم في خصوص ما تلقيته عن أشياخي من أوراد وأذكار ودعوات وصيغ صلوات على خير البريات، وفي خصوص ما فتح الله به علي من أدعية وصلوات، وأسأل الله أن يوفقكم للمداومة على العمل بما ذكرنا ويعينكم على تحمل مشقة ما إليه دعونا وله أشرنا ).

## رحلاته
كان الشيخ سالم كثير السفر إلى بلاد سنغافورة وجاوة (إندونيسيا) لمزاولة أعماله التجارية، وكانت له ولإخوته مراكز تجارية في المكلا والشحر وعدن، وقد رحل إلى الحجاز وتهامة وزار الحرمين الشريفين وأدى مناسك الحج والعمرة سنة 1297 هـ.

## اهتماماته
كان للشيخ سالم اهتمامات تاريخية واطلاع واسع على مجريات الأحداث العالمية في زمانه، وكانت تصله برقيات مترجمة عن شركتي رويترز وهافاس عن الأخبار في ذلك الزمان وقد ذكر طرفاً من ذلك العلامة عبد الرحمن السقاف في كتابه (الرحلة الدوعنية) سنة 1329 هـ الموافق 1911 م بقوله: (... فجلسنا ساعة نتباث الأخبار وكان في طليعتها ما نجم بين إيطاليا والأتراك من الحرب الضروس وألفينا لدى الشيخ الأديب كثيراً من الأخبار البرقية مترجمة عن شركتي روتر وهافاس إلا أنها مضطربة إلى الغاية ومختلفة بلا نهاية ومع تناقض بعضها بعضاً فهي مخالفة ثانية للرسائل الواردة لذلك الشيخ ولصديقينا آل باذيب من عدن).

## آثاره
قام بنسخ كتاب (إحياء علوم الدين) للإمام الغزالي لمدة عشر سنوات ابتداءً من 1303 هـ إلى 1313 هـ، حيث كان يصطحبه في حله وترحاله، ومما يدل على ذلك رسالة السلطان صالح بن غالب القعيطي سنة 1945م لورثة الشيخ سالم في شبام يطلب فيها الكراريس والمؤلفات التي تركها حسب ما نمى إلى علمه، وقد اعتذر ورثة الشيخ للسلطان بعدم وقوفهم على أية مؤلفات للشيخ سالم وأنها ربما أخذت بعيداً وفقدت بعد وفاته.

## وفاته
توفي بمدينة شبام صباح يوم الثلاثاء 26 رجب سنة 1336 هـ، الموافق 7 مايو 1918 ميلادي عن عمر يناهز الثامنة والسبعين، ودفن بمقبرة (جرب هيصم) المعروفة في شبام.

## نص رسالة السلطان القعيطي إلى آل باسويدان
حضرة المكرم الولد سعيد بن عبد الله بن عبد الرحمن وعلي بن عوض بن عبد الرحمن آل باسويدان 
بعد التحية:
قد بلغنا عن الثقات أن عندكما كتاباً أو كراريس وملفات تاريخية قيمة من جمع وتأليف عمكما المغفور له العلامة الشيخ سالم بن عبد الرحمن باسويدان، حيث خلفها تركة بالإرث لأبويكما المرحومين عبد الله وعوض وهذان الأخيران خلفاها تركة بالإرث لورثتهما وأنتما القائمين عن الجميع. وحيث أن العلم وديعة في أعناق العلماء، فأحببنا أن نطلب منكما كل ما كان لديكما من مؤلفات عمكما المغفور له الشيخ سالم المذكور لننشره عنه ونرفع به ذكره في الأنام إلى المستوى اللائق بمكانته السامية، وأنتما على الخيار بين أن تقدما هذه الكتب التاريخية والملفات والكراريس لبيعها علينا وندفع لكم ما يعادل أثمانها بكل سرور وبين أن ترسلاها إلينا للنقل عنها كل ما يهمنا نقله على قانون الإعارة ثم نعيدها إليكما. ولا نستحسن منكما أن تقدما أي عذر من الأعذار أو تنكرا وجودها بين كتبكما فتتركاها تذهب ضحية الأرضة أو التلف أو الضياع. ولا شك أن نشرها لمما يعود بالذكر الحسن على كافة أسرتكم الكريمة. وقد خولنا نائب شبام بالنيابة لأن يتفاوض معكم فيما يتعلق بصدد هذه الكتب التاريخية المشار إليها. أما على سبيل البيع أو على سبيل الإعارة. فنأمل منكما أن تلبيا طلبنا هذا لازلتما مشكورين.